# Maignelay-Montigny
 Maignelay-Montigny  es una población y comuna francesa, en la región de Picardía, departamento de Oise, en el distrito de Clermont. Es el chef-lieu y mayor población del cantón de Maignelay-Montigny.

## Demografía
| 1328 | 1399 | 1700 | 2018 | 2273 | 2489 |
| Para los censos de 1962 a 1999 la población legal corresponde a la población sin duplicidades (Fuente: INSEE [Consultar]) |      |      |      |      |      |